# Mighty Gunners
Mighty Gunners ist ein 2003 gegründeter Sportverein aus Otjiwarongo in Namibia. 

## Fußball
Der Mighty Gunners FC ging aus Mitgliedern der 4. Artillerie-Brigade der namibischen Armee am Standort Otjiwarongo hervor. 
Die Mannschaft spielte in der Namibia Premier League in der Saison 2008/2009, stieg jedoch ab. Der sofortige Wiederaufstieg gelang in der Saison 2009/10 und nach einem erneuten Abstieg wiederum in der Saison 2013/2014.

### Erfolge
Die Mighty Gunners stellten mit Harold Ochurub in der Saison 2010/11 erstmals – mit 12 Toren – den Torschützenkönig der Namibia Premier League. 
Für die Mannschaft war der größte Erfolg das Erreichen des NFA-Cup-Finals 2013.

## Netball
2022 wurde Mighty Gunners namibischer Netballmeister.